# Orthotaenia
Orthotaenia is een geslacht van vlinders van de familie bladrollers (Tortricidae), uit de onderfamilie Olethreutinae.

## Soorten
- O. secunda Falkovich, 1962
- O. undulana - Woudbladroller Denis & Schiffermüller, 1775